# ليليانا رودريغيز (ممثلة)
ليليانا رودريغيز (بالإسبانية: Liliana Rodríguez) هي ممثلة فنزويلية، ولدت في 26 أبريل 1967 في كاراكاس في فنزويلا.

## وصلات خارجية
- ليليانا رودريغيز على موقع IMDb (الإنجليزية)